# 王正谱
王正谱（1963年8月—），男，汉族，山东烟台人，中华人民共和国政治人物。北京农业大学农业经济系农业经济管理专业毕业。曾任首任国家乡村振兴局局长，现任中共河北省委副书记、河北省人民政府省长。中共第二十届中央委员会委员。

## 生平
1983年9月，在北京农业大学农业经济系农业经济管理专业学习。1987年4月加入中国共产党。1987年7月参加工作，任中华人民共和国农业部农村合作经济经营管理总站财务处干部。1990年6月，任农业部合作经济司审计监督处干部。1993年5月，任农业部合作经济司政策理论处干部。1994年12月，任农业部农村合作经济经营管理总站合作基金会处副处长。1997年2月，任农业部农村合作经济经营管理总站合作基金会处处长（其间，1997年2月至12月，在安徽省涡阳县挂职任县委副书记）。2000年11月，任农业部财务司专项资金处处长。2002年2月，任农业部财务司综合处处长。2003年8月，任农业部财务司副司长。2008年2月，任农业部办公厅副主任、巡视员，农业部新闻发言人。2008年9月，任农业部财务司司长。
2010年10月，任中共辽阳市委副书记、辽阳市人民政府副市长、代市长（2011年1月当选市长）。2013年，被选为第十二届全国人民代表大会辽宁地区代表。2014年9月，任中共辽阳市委书记。
2015年10月，任中共辽宁省委组织部副部长，2016年6月明确为常务副部长。2016年10月，任中共遼寧省委常委、組織部部長。
2018年8月，任中共四川省委常委、組織部部長。
2021年1月，出任新调整组建的国家乡村振兴局局长，中央农村工作领导小组成员兼办公室副主任，农业农村部党组成员。同年10月，转任中共河北省委副书记、省人民政府代理省长。
2022年1月20日，在河北省第十三届人民代表大会第五次会议上当选为河北省省长。同月，兼任北京2022年冬奥会和冬残奥会组织委员会执行主席。同年10月22日，当选为中国共产党第二十届中央委员会委员。

## 荣誉
- 奥林匹克银质勋章（国际奥委会，2022年2月21日于北京颁发[14]）